# П-821 «Херой»
| П-821 «Херой»                                     | П-821 «Херой»                               | П-821 «Херой»                               |
| ------------------------------------------------- | ------------------------------------------- | ------------------------------------------- |
| Херој/ Heroj                                      |                                             |                                             |
|                                                   |                                             |                                             |
| П-821 «Херой» в музеї «Porto Montenegro» в Тіваті |                                             |                                             |
| Під прапором                                      | Югославія                                   | Югославія                                   |
| Спуск на воду                                     | 1968 рік                                    | 1968 рік                                    |
| Проєкт                                            |                                             |                                             |
| Основні характеристики                            |                                             |                                             |
| Швидкість (надводна)                              | 16 вузлів (дизель)                          | 16 вузлів (дизель)                          |
| Швидкість (підводна)                              | 10 вузлів (електродвигун)                   | 10 вузлів (електродвигун)                   |
| Автономність плавання                             | 9700 миль (на 9 вузлах)                     | 9700 миль (на 9 вузлах)                     |
| Екіпаж                                            | 55 чоловік                                  | 55 чоловік                                  |
| Розміри                                           |                                             |                                             |
| Довжина найбільша (по КВЛ)                        | 64 м                                        | 64 м                                        |
| Ширина корпусу найб.                              | 7,2 м                                       | 7,2 м                                       |
| Середня осадка (по КВЛ)                           | 5 м                                         | 5 м                                         |
| Водотоннажність надводна                          | 1170 т                                      | 1170 т                                      |
| Озброєння                                         |                                             |                                             |
| Торпедно- мінне озброєння                         | 6 x 533-мм ТА 20 мін або 10 запасних торпед | 6 x 533-мм ТА 20 мін або 10 запасних торпед |

П-821 «Херой» (серб. П-821 «Херој», хорв. P-821 Heroj) — підводний човен ВМС Югославії типу «Херой».

## Історія
П-821 «Херой» був побудований на підприємстві «Бродоградилиште специjаљних обjеката» в Спліті в 1968 році. Підводний човен ніс службу у складі ВМС Югославії. 
Після розпаду СФРЮ був переведений до Чорногорії, де ніс службу у складі ВМС Сербії і Чорногорії. 
В 2004 році був виключений з флоту, після чого його відреставрували і відправили у військово-морський музей Тівата. Доступний для відвідування з 2013 року.